# Betty Isolani-Perl
Betty Isolani-Perl (geboren als Bertha Perl am 21. Juli 1873 in Kurnik, Provinz Posen, Deutsches Reich; gestorben am 5. August 1978 in Riehen, Kanton Basel-Stadt, Schweiz) war eine Schauspielerin. Sie war die Ehefrau des Schriftstellers Eugen Isolani und Mutter der Schriftstellerin Gertrud Isolani und starb als älteste Einwohnerin des Kantons Basel-Stadt im Alter von 105 Jahren.

## Leben
Bertha war die jüngste von sieben Kindern des jüdischen Getreidehändlers Leo (Louis) Perl und dessen Ehefrau Cäcilie, geborene Spiro in Kurnik in der preußischen Provinz Posen.
Sie wuchs bei ihrem Onkel Benno Perl und dessen Frau in Posen und dann in Berlin auf. Dort erhielt sie Gesangs- und Schauspielunterricht.
1894 heiratete Betty den Journalisten Eugen Isaacsohn und lebte danach mit ihm in Dresden. 1899 bekam sie ihre einzige Tochter Gertrud.
1900 zog die Familie nach Berlin und änderte den Familiennamen in Isolani.
In den 1920er und frühen 1930er Jahren spielte sie in einigen Filmen in Nebenrollen mit, wie in Der Kongreß tanzt (1931) und Durchlaucht amüsiert sich (1932). 1932 starb ihr Mann.
Betty Isolani emigrierte 1933 nach Paris zu ihrer Tochter. Dort arbeitete sie für eine englische Schokoladenfirma als Vertreterin.
Nach der deutschen Besetzung der Stadt 1940 lebte sie mit gefälschten Ausweisdokumenten und entkam zweimal der Verhaftung durch die Gestapo. Auch die Bombardierung ihres Hauses überlebte sie.
1947 siedelte Betty Isolani-Perl nach Binningen im Kanton Basel-Landschaft zu ihrer Tochter über. Seit 1948 lebte sie im neu eröffneten jüdischen Altersheim La Charmille in Riehen. Dort organisierte sie auch Dichterlesungen und Kulturveranstaltungen. 1978 starb sie als älteste Einwohnerin des Kantons Basel-Stadt.
Betty Isolani-Perl wurde auf dem Friedhof der Israelitischen Gemeinde in Basel bestattet.
Einige Dokumente ihres Lebens befinden sich im Exilarchiv 1933–1945 in der Deutschen Nationalbibliothek im Nachlass ihrer Tochter Gertrud Isolani.
Der Schriftsteller Georg Hermann gestaltete seine erfolgreiche Romanheldin Jettchen Gebert nach ihrer Person.